# 조지 손더스
조지 손더스(영어: George Saunders, 1958년 12월 2일 ~ )는 미국의 작가이다. 〈더 뉴요커〉, 〈하퍼스 매거진〉, 〈맥스위니스〉, 〈GQ〉 등의 잡지에서 글을 썼다. 2006년부터 2008년까지는 〈가디언〉에서 매주 아메리칸 프시케(American Psyche)라는 칼럼을 기고했다.